# Třebětice (Boemia meridionale)
Třebětice è un comune della Repubblica Ceca facente parte del distretto di Jindřichův Hradec, in Boemia Meridionale.